# Großer Preis von Italien 1969
Der Große Preis von Italien 1969 (offiziell XL Gran Premio d'Italia) fand am 7. September auf dem Autodromo Nazionale di Monza in Monza statt und war das achte Rennen der Automobil-Weltmeisterschaft 1969.

## Berichte

### Hintergrund
Während der fünfwöchigen Pause seit dem Großen Preis von Deutschland hatte lediglich ein nicht zur Weltmeisterschaft zählendes Formel-1-Rennen im Oulton Park stattgefunden, das von Brabham-Pilot Jacky Ickx gewonnen wurde.
Wesentliche Veränderungen im Fahrerfeld waren die Rückkehr von Jack Brabham nach mehrwöchiger Verletzungspause sowie der erneute Einsatz von John Miles im dritten Werks-Lotus, um den Typ 63 weiterzuentwickeln. Der Privatfahrer Joakim Bonnier entschloss sich gegen einen weiteren Antritt in dieser Saison. Ferrari meldete nur einen Wagen, mit dem sich zwei Fahrer, nämlich Pedro Rodríguez und Ernesto Brambilla, zu qualifizieren versuchten. Obwohl es sich um ein Vorjahresmodell handelte, gelang dies beiden Fahrern. Da kein zweites Fahrzeug zur Verfügung stand, musste Brambilla auf den Start verzichten.
Für Jackie Stewart und Jackie Oliver waren jeweils zwei Wagen gemeldet, um sie im Training zu testen, es wurden jedoch von beiden Fahrern nur mit den jeweiligen Einsatzfahrzeugen gewertete Rundenzeiten erzielt.

### Training
Die vier erstplatzierten des Trainings saßen in vier unterschiedlichen Fahrzeugen. Jochen Rindt qualifizierte sich im Lotus 49 vor McLaren-Pilot Denis Hulme sowie Stewart auf Matra und Piers Courage im von Frank Williams eingesetzten Kunden-Brabham.
Rindt gehörte zu den Fahrern, die auf dem Hochgeschwindigkeitskurs von Monza auf den Einsatz der sonst üblichen Front- und Heckflügel verzichteten. Der in der Startaufstellung neben ihm stehende Hulme entschloss sich, ebenso wie etwa die Hälfte der Fahrer, gegen diese Maßnahme.

### Rennen
Obwohl Ferrari beim Heimrennen nur mit spärlicher Besetzung antrat, waren die Zuschauerränge gut gefüllt. An der Spitze entwickelten sich spannende Windschattenduelle, in die acht Fahrer involviert waren. Neben Rindt, Hulme, Stewart und Courage, zwischen denen die Führung permanent wechselte, waren dies Graham Hill, Bruce McLaren, Jean-Pierre Beltoise und Joseph Siffert.
Nachdem Hulme, Siffert und Courage nach und nach jeweils aufgrund von technischen Defekten ausgefallen waren, blieb ein Fünfkampf an der Spitze. Hills Ausfall fünf Runden vor Schluss reduzierte die Spitzengruppe auf vier Fahrer.
Noch in der letzten Runde verlor Stewart seine Führung kurz an Rindt, eroberte sie jedoch wenige Kurven später zurück. In der letzten Kurve ging sogar Beltoise noch kurz mit einem Geschwindigkeitsüberschuss in Führung, musste jedoch deswegen einen weiteren Bogen fahren als seine Kontrahenten. Die ersten vier des Rennens überquerten schließlich den Zielstrich innerhalb von 0,19 Sekunden. Damit wurde ein Rekord für den knappsten Zieleinlauf aufgestellt, der allerdings bereits 1971 ebenfalls in Monza unterboten wurde, als die ersten vier nur durch 0,18 Sekunden getrennt wurden.
Obwohl noch drei Wertungsläufe zu absolvieren waren, sicherte sich Stewart mit seinem sechsten Sieg nach den bisherigen acht Rennen vorzeitig seinen ersten Weltmeistertitel.

## Meldeliste
| Team                          | Nr. | Fahrer               | Chassis            | Motor                    | Reifen |
| ----------------------------- | --- | -------------------- | ------------------ | ------------------------ | ------ |
| Gold Leaf Team Lotus          | 02  | Graham Hill          | Lotus 49B          | Ford Cosworth DFV 3.0 V8 | F      |
| Gold Leaf Team Lotus          | 04  | Jochen Rindt         | Lotus 49B          | Ford Cosworth DFV 3.0 V8 | F      |
| Gold Leaf Team Lotus          | 06  | John Miles           | Lotus 63           | Ford Cosworth DFV 3.0 V8 | F      |
| Scuderia Ferrari SpA SEFAC    | 10  | Pedro Rodríguez      | Ferrari 312 (1968) | Ferrari 255C 3.0 V12     | F      |
| Scuderia Ferrari SpA SEFAC    | 10  | Ernesto Brambilla    | Ferrari 312 (1968) | Ferrari 255C 3.0 V12     | F      |
| Owen Racing Organisation      | 15  | Jackie Oliver        | BRM P138           | BRM P142 3.0 V12         | D      |
| Owen Racing Organisation      | 12  | Jackie Oliver        | BRM P139           | BRM P142 3.0 V12         | D      |
| Owen Racing Organisation      | 14  | John Surtees         | BRM P139           | BRM P142 3.0 V12         | D      |
| Bruce McLaren Motor Racing    | 16  | Denis Hulme          | McLaren M7A        | Ford Cosworth DFV 3.0 V8 | G      |
| Bruce McLaren Motor Racing    | 18  | Bruce McLaren        | McLaren M7C        | Ford Cosworth DFV 3.0 V8 | G      |
| Matra International (Tyrrell) | 24  | Jackie Stewart       | Matra MS84         | Ford Cosworth DFV 3.0 V8 | D      |
| Matra International (Tyrrell) | 20  | Jackie Stewart       | Matra MS80         | Ford Cosworth DFV 3.0 V8 | D      |
| Matra International (Tyrrell) | 22  | Jean-Pierre Beltoise | Matra MS80         | Ford Cosworth DFV 3.0 V8 | D      |
| Motor Racing Developments     | 26  | Jacky Ickx           | Brabham BT26A      | Ford Cosworth DFV 3.0 V8 | G      |
| Motor Racing Developments     | 28  | Jack Brabham         | Brabham BT26A      | Ford Cosworth DFV 3.0 V8 | G      |
| Rob Walker Racing Team        | 30  | Joseph Siffert       | Lotus 49B          | Ford Cosworth DFV 3.0 V8 | F      |
| Frank Williams Racing Cars    | 32  | Piers Courage        | Brabham BT26A      | Ford Cosworth DFV 3.0 V8 | D      |
| Silvio Moser Racing Team      | 36  | Silvio Moser         | Brabham BT24       | Ford Cosworth DFV 3.0 V8 | G      |

Anmerkungen
1. ↑  Brambilla fuhr den Ferrari mit der Startnummer 10 im ersten Training. Fortan wurde der Wagen von Rodríguez pilotiert.
2. ↑  Oliver absolvierte seine gezeiteten Runden ausschließlich im BRM P139 mit der Startnummer 12. Der ebenfalls für ihn gemeldete P138 mit der Startnummer 15 kam nicht zum Einsatz.
3. ↑  Stewart absolvierte seine gezeiteten Runden ausschließlich im Matra MS80 mit der Startnummer 20. Der ebenfalls für ihn gemeldete MS84 mit der Startnummer 24 kam nicht zum Einsatz.

## Klassifikationen

### Startaufstellung
| Pos. | Fahrer               | Konstrukteur | Zeit    | Ø-Geschwindigkeit | Start |
| ---- | -------------------- | ------------ | ------- | ----------------- | ----- |
| 01   | Jochen Rindt         | Lotus-Ford   | 1:25,48 | 242,162 km/h      | 01    |
| 02   | Denis Hulme          | McLaren-Ford | 1:25,69 | 241,568 km/h      | 02    |
| 03   | Jackie Stewart       | Matra-Ford   | 1:25,82 | 241,203 km/h      | 03    |
| 04   | Piers Courage        | Brabham-Ford | 1:26,48 | 239,362 km/h      | 04    |
| 05   | Bruce McLaren        | McLaren-Ford | 1:26,48 | 239,362 km/h      | 05    |
| 06   | Jean-Pierre Beltoise | Matra-Ford   | 1:26,72 | 238,699 km/h      | 06    |
| 07   | Jack Brabham         | Brabham-Ford | 1:26,90 | 238,205 km/h      | 07    |
| 08   | Joseph Siffert       | Lotus-Ford   | 1:27,04 | 237,822 km/h      | 08    |
| 09   | Graham Hill          | Lotus-Ford   | 1:27,31 | 237,086 km/h      | 09    |
| 10   | John Surtees         | B.R.M.       | 1:27,40 | 236,842 km/h      | 10    |
| 11   | Jackie Oliver        | B.R.M.       | 1:28,40 | 234,163 km/h      | 11    |
| 12   | Pedro Rodríguez      | Ferrari      | 1:28,47 | 233,978 km/h      | 12    |
| 13   | Silvio Moser         | Brabham-Ford | 1:28,51 | 233,872 km/h      | 13    |
| 14   | John Miles           | Lotus-Ford   | 1:30,56 | 228,578 km/h      | 14    |
| 15   | Ernesto Brambilla    | Ferrari      | 1:30,86 | 227,823 km/h      | DNS   |
| 16   | Jacky Ickx           | Brabham-Ford | 1:37,96 | 211,311 km/h      | 15    |

### Rennen
| Pos. | Fahrer               | Konstrukteur | Runden | Stopps | Zeit       | Start | Schnellste Runde |
| ---- | -------------------- | ------------ | ------ | ------ | ---------- | ----- | ---------------- |
| 01   | Jackie Stewart       | Matra-Ford   | 68     | 0      | 1:39:11,26 | 03    |                  |
| 02   | Jochen Rindt         | Lotus-Ford   | 68     | 0      | + 0,08     | 01    |                  |
| 03   | Jean-Pierre Beltoise | Matra-Ford   | 68     | 0      | + 0,17     | 06    | 1:25,2 (64.)     |
| 04   | Bruce McLaren        | McLaren-Ford | 68     | 0      | + 0,19     | 05    |                  |
| 05   | Piers Courage        | Brabham-Ford | 68     | 0      | + 33,44    | 04    |                  |
| 06   | Pedro Rodríguez      | Ferrari      | 66     | 0      | + 2 Runden | 12    |                  |
| 07   | Denis Hulme          | McLaren-Ford | 66     | 0      | + 2 Runden | 02    |                  |
| 08   | Joseph Siffert       | Lotus-Ford   | 64     | 0      | DNF        | 08    |                  |
| 09   | Graham Hill          | Lotus-Ford   | 63     | 0      | DNF        | 09    |                  |
| 10   | Jacky Ickx           | Brabham-Ford | 61     | 0      | DNF        | 15    |                  |
| –    | John Surtees         | B.R.M.       | 60     | 0      | NC         | 10    |                  |
| –    | Jackie Oliver        | B.R.M.       | 48     | 0      | DNF        | 11    |                  |
| –    | Silvio Moser         | Brabham-Ford | 9      | 0      | DNF        | 13    |                  |
| –    | Jack Brabham         | Brabham-Ford | 6      | 0      | DNF        | 07    |                  |
| –    | John Miles           | Lotus-Ford   | 3      | 0      | DNF        | 14    |                  |
| DNS  | Ernesto Brambilla    | Ferrari      | –      | –      | –          | –     | –                |

## WM-Stände nach dem Rennen
Die ersten sechs des Rennens bekamen 9, 6, 4, 3, 2, 1 Punkt(e). Die besten fünf Ergebnisse der ersten sechs und die besten vier der letzten fünf Rennen zählten zur Meisterschaft. In der Konstrukteurswertung zählten dabei nur die Punkte des bestplatzierten Fahrers eines Teams.

### Fahrerwertung
| Pos. | Fahrer               | Konstrukteur                   | Punkte |
| ---- | -------------------- | ------------------------------ | ------ |
| 01   | Jackie Stewart       | Matra-Ford                     | 60     |
| 02   | Bruce McLaren        | McLaren-Ford                   | 24     |
| 03   | Jacky Ickx           | Brabham-Ford                   | 22     |
| 04   | Graham Hill          | Lotus-Ford                     | 19     |
| 05   | Jean-Pierre Beltoise | Matra-Ford                     | 16     |
| 06   | Joseph Siffert       | Lotus-Ford                     | 15     |
| 07   | Denis Hulme          | McLaren-Ford                   | 11     |
| 08   | Piers Courage        | Brabham-Ford                   | 10     |
| 09   | Jochen Rindt         | Lotus-Ford                     | 9      |
| 10   | Chris Amon           | Ferrari                        | 4      |
| 11   | Richard Attwood      | Lotus-Ford                     | 3      |
| 12   | Vic Elford           | McLaren-Ford / Cooper-Maserati | 3      |
| 13   | John Surtees         | B.R.M.                         | 2      |
| 14   | Jack Brabham         | Brabham-Ford                   | 1      |
| 15   | Pedro Rodríguez      | Ferrari / B.R.M.               | 1      |
| 16   | Jackie Oliver        | B.R.M.                         | 0      |

| Pos. | Fahrer                   | Konstrukteur  | Punkte |
| ---- | ------------------------ | ------------- | ------ |
| 17   | Silvio Moser             | Brabham-Ford  | 0      |
| 18   | Sam Tingle               | Brabham-Repco | 0      |
| 19   | John Miles               | Lotus-Ford    | 0      |
| –    | Henri Pescarolo (F2)     | Matra-Ford    | 0      |
| –    | Kurt Ahrens (F2)         | Brabham-Ford  | 0      |
| –    | Rolf Stommelen (F2)      | Lotus-Ford    | 0      |
| –    | Peter Westbury (F2)      | Brabham-Ford  | 0      |
| –    | Xavier Perrot (F2)       | Brabham-Ford  | 0      |
| –    | Peter de Klerk           | Brabham-Repco | 0      |
| –    | Mario Andretti           | Lotus-Ford    | 0      |
| –    | John Love                | Lotus-Ford    | 0      |
| –    | Basil van Rooyen         | McLaren-Ford  | 0      |
| –    | Joakim Bonnier           | Lotus-Ford    | 0      |
| –    | Derek Bell               | McLaren-Ford  | 0      |
| –    | François Cevert (F2)     | Tecno-Ford    | 0      |
| –    | Johnny Servoz-Gavin (F2) | Matra-Ford    | 0      |

### Konstrukteurswertung
| Pos. | Konstrukteur | Punkte  |
| ---- | ------------ | ------- |
| 01   | Matra-Ford   | 60      |
| 02   | Lotus-Ford   | 34      |
| 03   | Brabham-Ford | 30      |
| 04   | McLaren-Ford | 27 (29) |

| Pos. | Konstrukteur    | Punkte |
| ---- | --------------- | ------ |
| 05   | Ferrari         | 5      |
| 06   | B.R.M.          | 2      |
| 07   | Cooper-Maserati | 0      |
| 08   | Brabham-Repco   | 0      |